# هیلوی لاگرستام

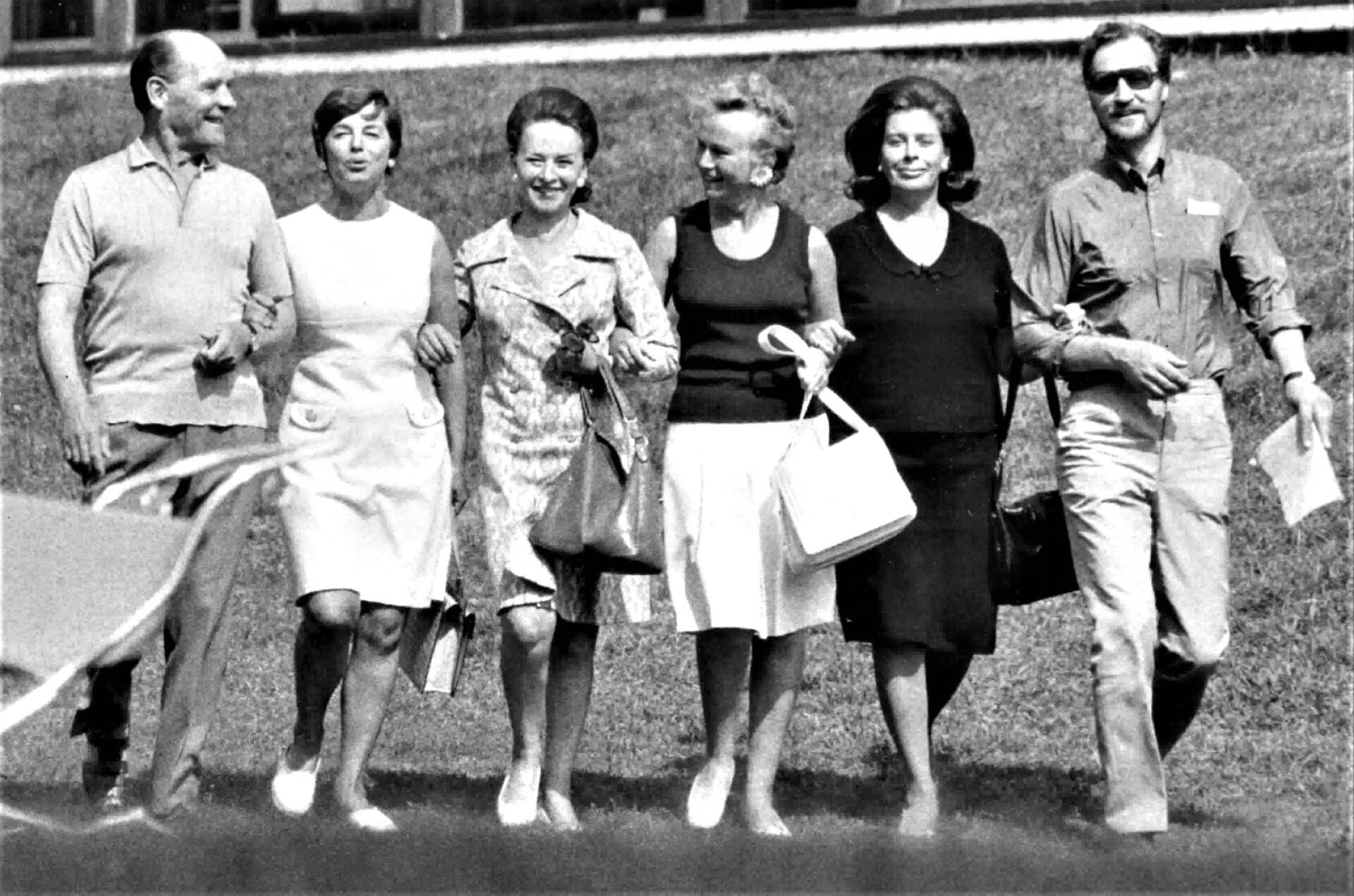
عکس گروهی از بازیگران تئاتر شهر هلسینکی: اولیاس کاندولین، هیلوی لاگرستام، مارجاتا کالیو، الینا پوهجانپا، کرستی اورتولا، و کالیوی کاهرا

مِری هیلِوی لاگِرستام (به فنلاندی: Mary Hillevi Lagerstam) (از سال ۱۹۵۸ با نام ماننِرما، ۹ اوت ۱۹۲۳–۲۱ اکتبر ۱۹۹۸) بازیگر زن فنلاندی بود. وی بیش از ۴۰ سال در تئاتر شهر هلسینکی کار کرد و در ۳۷ فیلم بازی کرد. وی در سال ۱۹۵۸ با اِسکُ ماننِرمای هنرپیشه ازدواج کرد و در سال ۱۹۷۵ بیوه شد. آنها با هم در فیلم Nukkekauppias ja kaunis Lilith در سال ۱۹۵۵ بازی کردند.
لاگرستام در سال ۱۹۷۰ برای فیلم Takiaispallo جایزهٔ یوسیِ بهترین بازیگر نقش اول زن را دریافت کرد.

## گزیدهٔ فیلم‌شناسی
- Houkutuslintu (1946)
- Sinut minä tahdon (1949)
- Noita palaa elämään (1952)
- Isän vanha ja uusi (1955)
- Minkkiturkki (1961)
- Nuoruus vauhdissa (1961)
- Takiaispallo (1970)
- Lain ulkopuolella (1987)